# Xanthorhoe obsolescens
Xanthorhoe obsolescens är en fjärilsart som beskrevs av Edward Alfred Cockayne 1952. Xanthorhoe obsolescens ingår i släktet Xanthorhoe och familjen mätare. Inga underarter finns listade i Catalogue of Life.